# 巴魯埃利
13°4′N 6°50′W / 13.067°N 6.833°W
巴魯埃利（法語：Barouéli），是馬里的城鎮，位於該國中部，由塞古區負責管轄，是巴魯埃利省的首府，面積864平方公里，海拔高度319米，2009年人口43,456，人口密度每平方公里50.3人。